# اندری توتوییتسکیی
اندری توتوییتسکیی (اوکراینی: Андрій Олександрович Тотовицький؛ زادهٔ ۲۰ ژانویهٔ ۱۹۹۳) بازیکن فوتبال اهل اوکراین است.
از باشگاه‌هایی که در آن بازی کرده‌است می‌توان به باشگاه فوتبال زوریا لوهانسک، باشگاه فوتبال شاختار دونتسک، و باشگاه فوتبال ماریوپول اشاره کرد.
وی همچنین در تیم‌های ملی فوتبال Ukraine national under-17 football team و زیر ۲۱ سال اوکراین بازی کرده‌است.